# Cristoforo Mantegazza

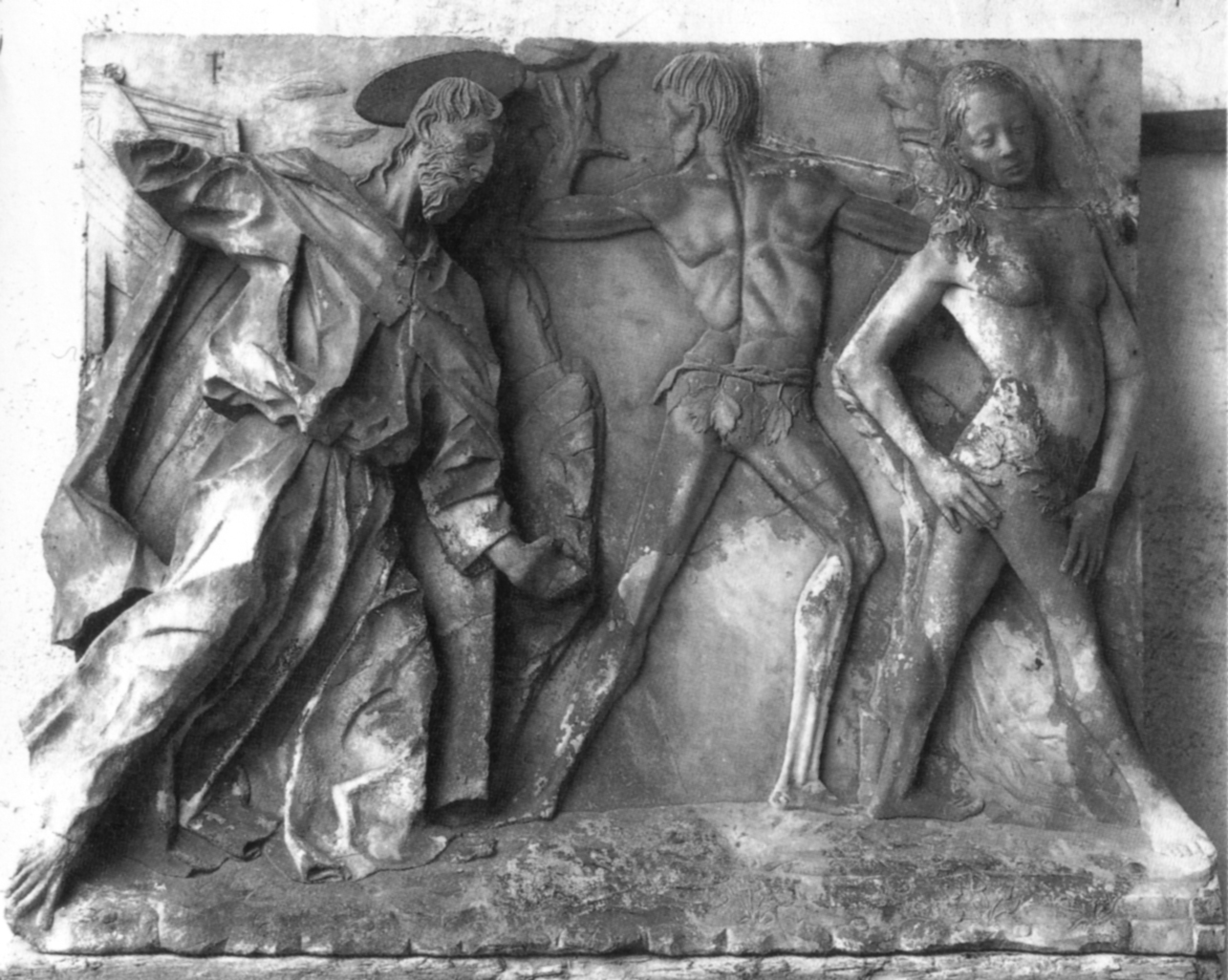
Cristoforo Mantegazza, Cacciata dei progenitori

Cristoforo Mantegazza (Pavia, intorno al 1429 – 27 luglio 1479) è stato uno scultore italiano attivo dal 1448.

## Biografia
Fu il maggiore di quattro fratelli, lo scultore Antonio e gli orafi Giovanni e Giorgio, figli di Galeazzo. Si formò nel cantiere del duomo di Milano. Fu attivo prevalentemente all'interno del cantiere della Certosa di Pavia insieme al fratello Antonio. 

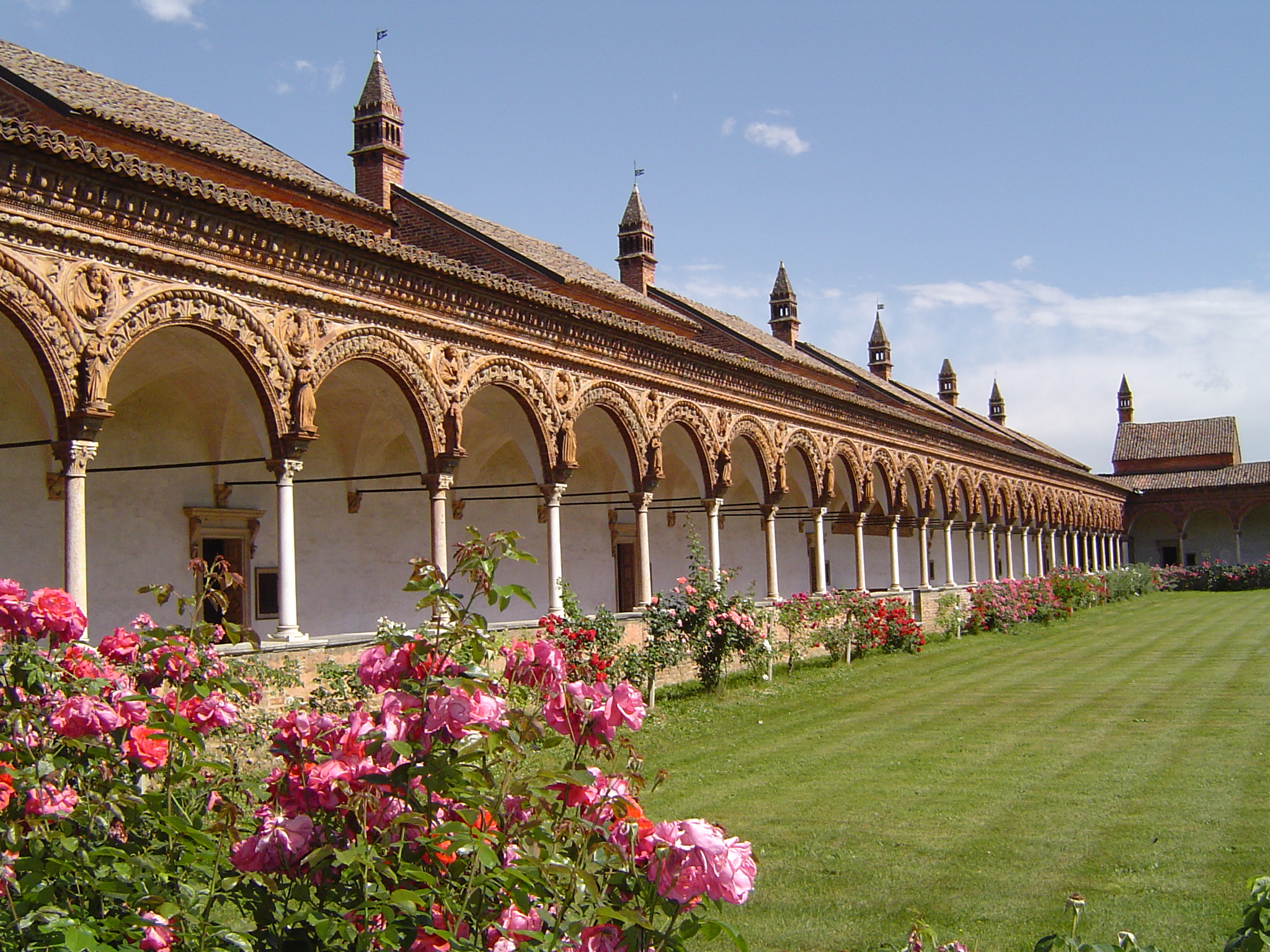
Certosa di Pavia, chiostro grande

A partire dal 1463 si occupò nel chiostro grande dell'ornamentazione sia in pietra, quanto nell'estesa decorazione in terracotta. Fra le altre opere, collaborò dal 1472 insieme al fratello Antonio alla facciata della Certosa (su commissione del priore Filippo Rancati), di cui eseguì l'ornamentazione a rilievo dello zoccolo della parte sinistra, mentre l'Amadeo realizzava quella della parte destra.
Nella facciata della Certosa di Pavia suo è il rilievo con la Cacciata dei Progenitori, in cui la composizione ad angoli acuti è sbilanciata, le espressioni stravolte dei progenitori derivano dall'arte ferrarese di Cosmè Tura e del primo Ercole de' Roberti.